# Comadia redtenbacheri
El chilocuil, chinicuil (del náhuatl chilocuilin "gusano de chile"), metchikuil, techol, gusano de maguey o gusano rojo de maguey (Comadia redtenbacheri) es una especie de lepidóptero ditrisio de la familia de los cósidos nativa de América del Norte, donde habita en general zonas áridas y desérticas.
Los adultos son de hábitos nocturnos y, como la mayoría de las polillas, son atraídos por las luces nocturnas. Al igual que otros cósidos, presentan un cuerpo relativamente grueso, antenas bipectinadas con el ápice filiforme, espiritrompa atrofiada y palpos cortos. Las alas presentan nervación completa, aunque primitiva, con una areola en las anteriores. El ducto en el que el macho deposita el espermatóforo durante la cópula está conectado a la bursa copulatrix por un canal separado del vestibulum en el que desemboca la cloaca.
Las larvas del chinicuil son unas orugas de color rojizo y hasta 5 cm de largo, con la piel virtualmente libre de pilosidades; de hábito endófito, son una plaga que ataca al maguey (en especial las especies Agave angustifolia y Agave salmiana) durante la temporada lluviosa, royendo los tallos y horadando las hojas para alcanzar el interior suculento. El color y la textura de los huevos se asemejan a los de las hojas secas, lo que podría ayudar con el camuflaje. Cuando las hembras no se aparean, todavía ponen entre un par de huevos y más de 40, todos los cuales son inviables. Algunas hembras ponen sus huevos en plantas que ya han sido infestadas en ciclos anteriores. La cabeza está parcialmente retraída hacia el tórax y el cuerpo está ligeramente aplanado dorsoventralmente. Los primeros estadios son blancos, ya partir del tercero o cuarto estadio van adquiriendo una coloración rosada que se intensifica progresivamente hasta alcanzar un tono rojo intenso. Una característica distintiva de las larvas es la presencia de una espina oscura en el dorso del décimo segmento abdominal.
Sin embargo, por lo general no se las combate mediante plaguicidas, pues se emplean tradicionalmente en las gastronomías oaxaqueña e hidalguense.

## Gastronomía
Su recolección se hace durante las primeras lluvias del año, y estos salen debajo del maguey y es en ese momento donde son recolectados. Actualmente hay poblaciones en donde estos insectos son criados colocando en una olla de barro una capa de chinicuiles vivos y otra de tortillas de maíz.
Las larvas se consumen como alimento en el centro de México, principalmente en el Valle del Mezquital. Los chinicuiles son fritos en mantequilla dentro de una olla de barro y consumidos en tacos o en salsas rojas. También se incluyen en botellas de mezcal, además, es el ingrediente principal de la sal de chinicuil, el cual es un acompañamiento común del esta bebida alcohólica destilada.

## Véase también

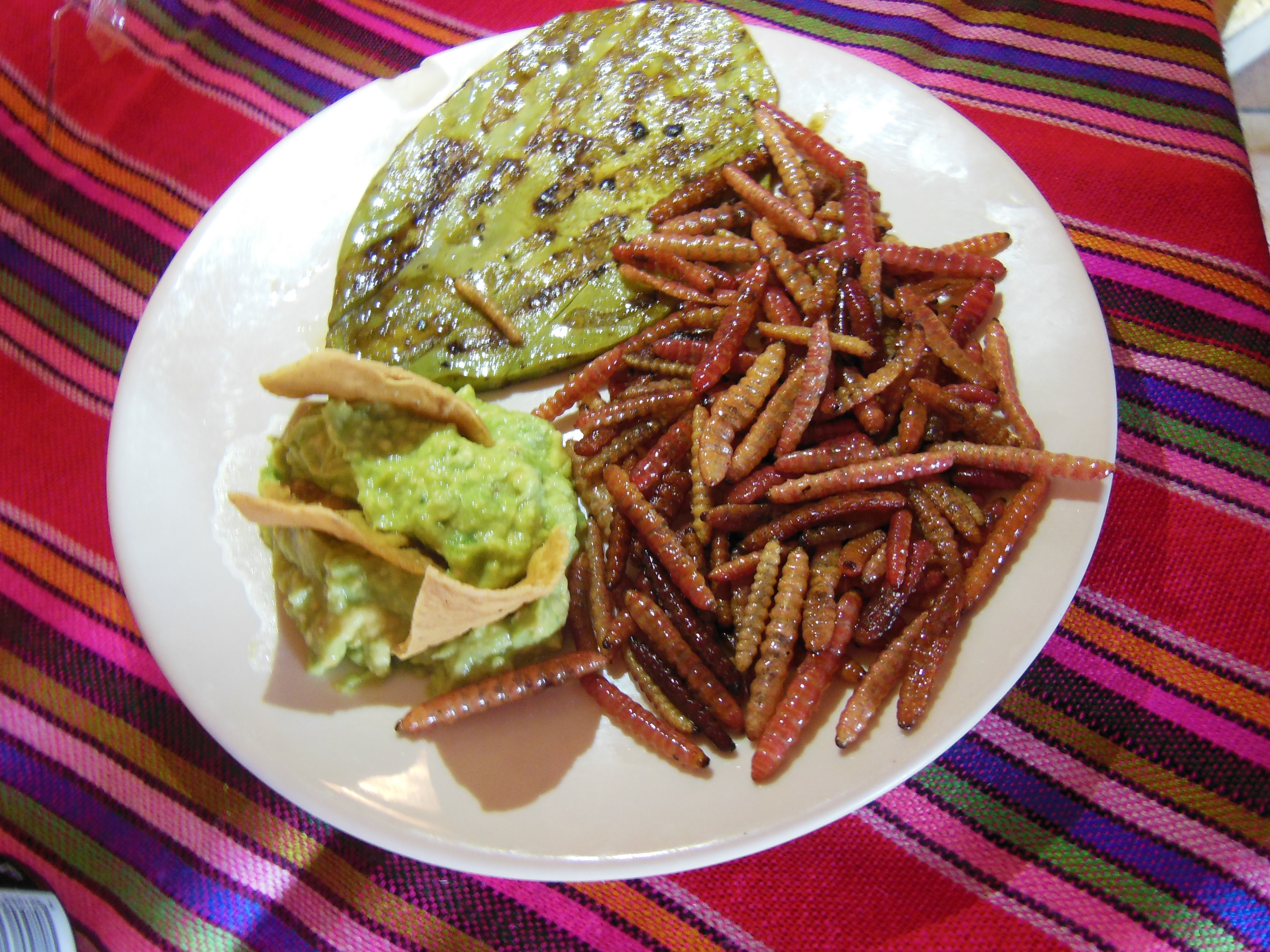
Platillo preparado con gusanos rojos de maguey, nopal, totopos y guacamole.